# Идентификация на една жена
„Идентификация на една жена“ (на италиански: „Identificazione di una donna“) е италиански филм на режисьора Микеланджело Антониони от 1982 година с участието на Томас Милиън, Даниела Силверио и Кристин Боасон. Филмът печели специалната награда 35-годишнина на Кинофестивала в Кан през 1982.

## Сюжет
Филмовият режисьор Николо търси героиня на следващия си филм, заедно с това и новата си любов. Той се среща в Мави, пациентка на сестра му, и започва любовна връзка с нея. Скоро той започва да получава заплашителни анонимни съобщения да я напусне. Изведнъж Мави изчезва, а той не може да я намери.

## В ролите
| Изпълнител         | Роля                 |
| ------------------ | -------------------- |
| Томас Милиън       | Николо               |
| Даниела Силверио   | Мави                 |
| Кристин Боасон     | Ида                  |
| Лара Вендел        | момичето при басейна |
| Вероника Ладзар    | Карла                |
| Енрика Антониони   | Надя                 |
| Сандра Монтелиони  | Сестрата на Мави     |
| Марсел Боцуфи      | Марио                |
| Джанпаоло Сакарола | Горилата             |
| Ариана Де Роза     | Приятелка на Мави    |
| Дадо Русполи       | Бащата на Мави       |

## Награди и номинации
- Филмът печели специалната награда 35-годишнина на кинофестивала в Кан през 1982.